# Bengt-Arne Person
Per Bengt-Arne Person, född 30 mars 1927 i Dagstorps socken, Skåne, död 7 november 2018 i Varberg, var en svensk museiman.
Person blev filosofie kandidat vid Lunds universitet 1954 och filosofie licentiat 1961. Han var amanuens vid universitetet 1950–1953. Han blev amanuens vid Helsingborgs museum 1954 och vid Nordiska museet 1955. Han var amanuens vid Kulturen i Lund 1955–1959 och antikvarie där 1960–1961.
1961 efterträdde han Albert Sandklef som chef för Varbergs museum. Museerna i Varberg och Halmstad omorganiserades med en gemensam chef 1979, och Bengt-Arne Person var länsmuseichef i Halland till dess han avgick med ålderspension den 31 mars 1992 och efterträddes av Thomas Thieme. Person var ordförande i Svenska museiföreningen 1970–1971, ledamot i arbetsutskottet i Skandinaviska museiförbundet 1976–1993. Han var ledamot i representantskapet för Svenska Emigrantinstitutet 1967–1985 och styrelseledamot i Hallands bildningsförbund 1970–1992. Han var ledamot i International Committee for Regional Museums (ICR), en avdelning inom International Council of Museums (ICOM), 1980–1989. Vidare var Person ordförande för Halländska hemslöjden bindslöjden 1985–1988 och styrelseledamot i stiftelsen Halmstadgruppen 1983–1992. Han blev ledamot av GAA 1990, Hallands Akademi 1998 och hedersledamot av Hallands nation i Lund 1992.